# Banda de La Covatilla
La banda de La Covatilla o la banda de la toalla son los nombres con los que se conocía a un grupo de ciclistas españoles de principios del siglo XXI, amigos y compañeros de entrenamiento, aunque de distintos equipos. El término era conocido en el pelotón, y fue popularizado por la prensa. La banda estaba compuesta por Miguel Ángel Martín Perdiguero (alma mater del grupo), Aitor González, Santos González y Rubén Lobato.

## Salto a la fama
El grupo debía su nombre a los hechos ocurridos durante la Vuelta a España 2002 concretamente en la ascensión final al puerto de La Covatilla en la 18.ª etapa, disputada el 25 de septiembre. Martín Perdiguero, Santos González y  Rubén Lobato, que estaban en el equipo Acqua & Sapone, supuestamente corrieron a favor de su colega Aitor González (Kelme-Costa Blanca), que se jugaba la victoria en la general de la Vuelta con Roberto Heras (US Postal) y Óscar Sevilla (compañero de Aitor en el equipo Kelme), a pesar de que eran de equipos diferentes. Sin embargo, ese trabajo fue en contra de su amigo ya que perdió tiempo con Heras.

## Características
El grupo era también conocido como la banda de la toalla por su afición a ir a la playa y el compromiso adquirido de evitar el moreno del ciclista (extremidades morenas y tronco blanco). 
Los integrantes de la banda, así como algunos amigos suyos del pelotón, posaron desnudos para Interviú (tapando su zonas íntimas).

## Traumático final
Varios miembros de la banda estuvieron posteriormente implicados en casos demostrados o sospechosos de dopaje: Aitor González dio positivo en 2005, Santos González fue despedido por valores anómalos del Phonak y posteriormente dio positivo en el 3 Molinos Resort, y Rubén Lobato dio valores anómalos en el pasaporte biológico durante la temporada 2009.
El hombre más carismático y líder de la banda era Martín Perdiguero. El corredor español (quien recomendó a su amigo y compañero del Phonak Floyd Landis que contratatara a sus abogados de confianza en Madrid para que le defendieran de su positivo por testosterona en el Tour de Francia 2006) se apeó de la bicicleta en la Vuelta a España 2006 precisamente en el avituallamiento previo al inicio de la ascensión a La Covatilla, donde estaba situada la meta. 
En el momento de poner pie a tierra, Perdiguero dijo que era su forma de protestar contra la hipocresía, los controles antidopaje y la persecución a los que eran sometidos los ciclistas, de los que dijo estar harto. Un día después se desdijo diciendo que había sido un calentón y que no pensaba retirarse, aunque finalmente así fue al desaparecer el Phonak y no fichar él por ningún equipo.
A primeros de 2008, Aitor González fue detenido por agredir a dos empleados de una inmobiliaria. Con anterioridad, en 2007, fue detenido también por conducir bajo los efectos del alcohol y la cocaína. Nuevamente el 14 de agosto de 2011, vuelve a resultar detenido en el marco de una operación coordinada por la policía nacional de León, por presunto delito de estafa inmobiliaria. El 25 de octubre de 2016 fue detenido acusado de intentar robar en una tienda de telefonía móvil en Alicante.